# Karl Strubecker
Karl Strubecker (* 8. August 1904 in Hollenstein an der Ybbs in Österreich; † 19. Februar 1991 in Karlsruhe) war ein österreichischer Mathematiker, der sich mit Geometrie und Differentialgeometrie befasste.

## Leben und Wirken
Karl Strubecker war der Sohn eines Försters. Nach dem Tod des Vaters übersiedelte er mit der Mutter nach Wien. Er studierte ab 1924 an der Universität Wien bei Philipp Furtwängler, Hans Hahn, Eduard Helly, Josef Lense, Leopold Vietoris und Wilhelm Wirtinger und an der Technischen Hochschule Darstellende Geometrie bei Emil Müller. Er wurde Assistent bei Müller, der allerdings 1927 starb, und wurde 1928 an der Universität Wien bei Wilhelm Wirtinger (Über nichteuklidische Schraubungen und einige spezielle nichteuklidische und euklidische Schraubflächen) promoviert. Er war danach Assistent an der Technischen Hochschule bei Müllers Nachfolger Kruppa, habilitierte sich 1931 in Geometrie (an der TH) und 1935 in Mathematik (an der Universität). Er hielt als Privatdozent Vorlesungen und wurde 1939 außerplanmäßiger Professor an der TH. 1942 wurde er Professor in Straßburg. 1947 wurde er Professor in Karlsruhe, wo er 1972 emeritiert wurde. 1949/50, 1950/51 und 1962/3 war er dort Dekan der Fakultät für Geistes- und Naturwissenschaften.
Er war korrespondierendes Mitglied der österreichischen (seit 1939) und jugoslawischen Akademie der Wissenschaften. 1932 war er Invited Speaker auf dem Internationalen Mathematikerkongress in Zürich und hielt 1962 einen Vortrag auf dem ICM in Stockholm (Airysche Spannungsfunktion und isotrope Differentialgeometrie).
1984 wurde er von der Technischen Universität Wien zum Ehrendoktor ernannt.

## Schriften
- Einführung in die höhere Mathematik. 4 Bände, Oldenbourg, 1956–1984, DNB 458272183, DNB 550542353.
- Differentialgeometrie. 3 Bände, Sammlung Göschen, 1955–1959, DNB 454938888. (2. Auflage. 1968/1969)
- Vorlesungen über darstellende Geometrie. 2. Auflage. Vandenhoeck & Ruprecht, Göttingen 1967, DNB 458272221 (harvard.edu [PDF]).